# Torgeir Brandtzæg
Torgeir Torbjørn Brandtzæg född 26 oktober 1941 i Ogndal, nu del av Steinkjers kommun i  Nord-Trøndelag fylke är en norsk tidigare backhoppare som bland annat vann Tysk-österrikiska backhopparveckan. Han representerade Ogndal IL och kallades Friskus'n fra Ogndalen på grund av sin dristiga backhoppningsstil.

## Karriär
Torgeir Brandtzæg kom med i det norska backhoppningslandslaget 1962. Han deltog i Tysk-österrikiska backhopparveckan 1962/1963. Hans bästa resultat kom i sista deltävlingen i Bischofshofen där han blev nummer 2. Sammanlagt blev han nummer 5.
Brandtzæg deltog i olympiska vinterspelen 1964 i Innsbruck, Tyrolen, Österrike. För första gången var det två backhoppstävlingar i OS, i normalbacken och i stora backen. De tävlande hoppade för första gången tre omgångar varav de två bästa omgångarna räknades. Tävlingen i normalbacken (K-punkt 78 meter) ägde rum i Seefeld in Tirol. Brandtzæg misslyckades i första omgången. Han låg på 21:e plats, men hade andra omgångens näst bästa hopp. Efter det tredje bästa hoppet i sista omgången slutade han på tredjeplats sammanlagt och vann bronsmedaljen 7,0 poäng efter Veikko Kankkonen från Finland och 3,4 poäng efter landsmannen Toralf Engan.
Tävlingen i stora backen ägde rum i Bergiselschanze (med K-punkt 81 meter) i Innsbruck. Det blev en mycket spännande kamp mellan medaljörerna från normalbacken. Brandtzæg hade det näst bästa hoppet i andra omgången och det bästa hoppet i sista genomkörningen och vann en ny bronsmedalj. Han var 3,5 poäng efter segrande Toralf Engan och 1,7 poäng efter Veikko Kankkonen.
Under Tysk-österrikiska backhopparveckan 1964/1965 vann Brandtzæg deltävlingarna i Schattenbergbacken i Oberstdorf och i Bergiselbacken i Innsbruck. Han vann backhopparveckan totalt, 26,7 poäng före landsmannen Bjørn Wirkola.
Torgeir Brandtzæg blev norsk mästare 1963, 1964 och 1965. Han vann Svenska Skidspelen 1964 i Kiruna och blev nummer 3 i Skidspelen 1963 i Falun. 1965 vann han backhoppningen i Lahtis.
Brandtzæg skadade sig svårt i en tävling i Pitkävuori 1965 och var tvungen att avsluta idrottskarriären.

## Övrigt
Barndtzæg utgav sin självbiografi, Friskus'n fra Ogndalen (Pax Forlag 1967) med hjälp av författaren Nils Werenskiold. Kjell Aukrust gjorde illustrationerna.